# Waschhaus (Mollans)

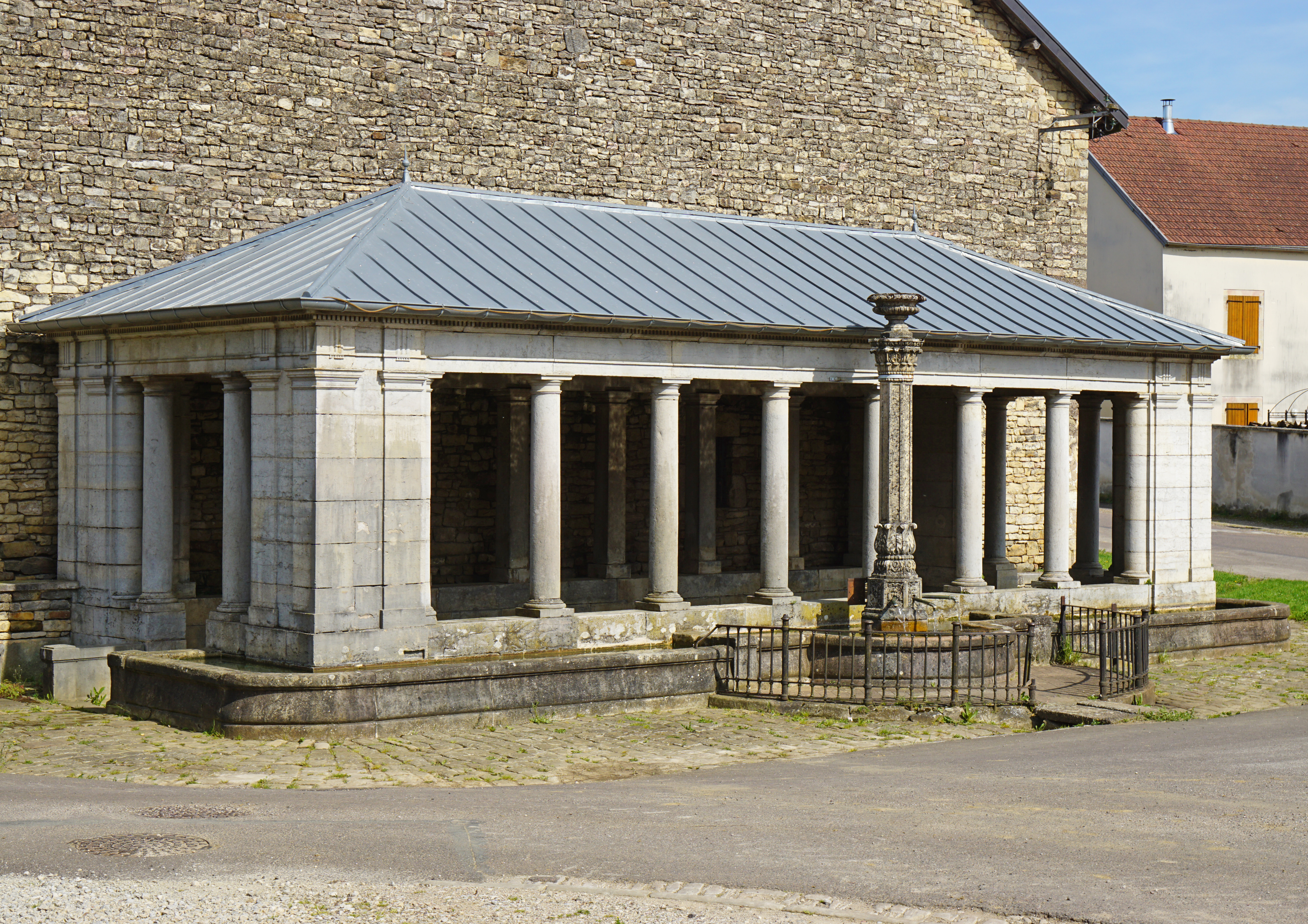
Waschhaus in Mollans

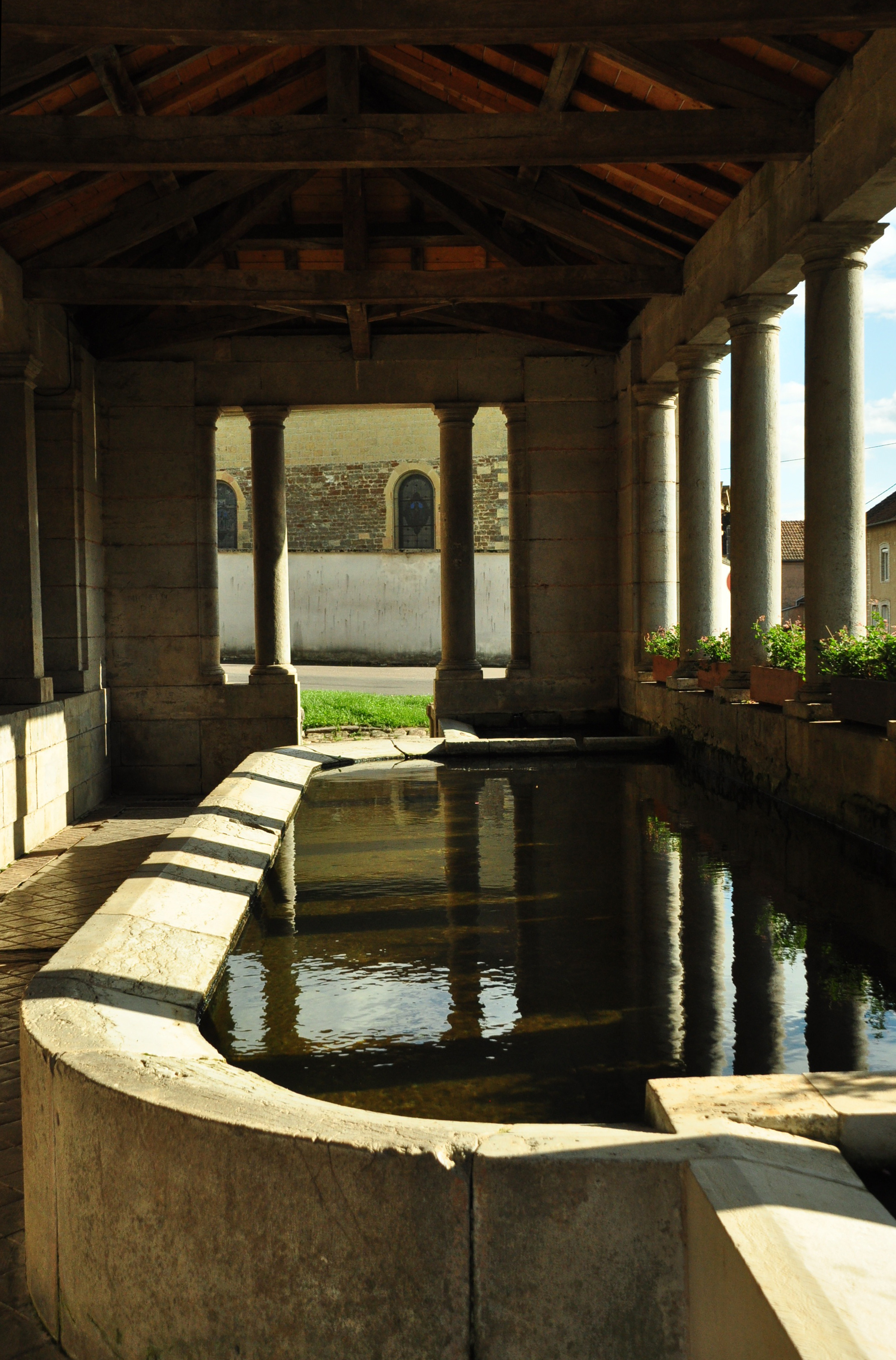
Innenansicht mit Wasserbecken

Das Waschhaus (französisch lavoir) in Mollans, einer französischen Gemeinde im Département Haute-Saône in der Region Bourgogne-Franche-Comté, wurde 1849 errichtet. Das öffentliche Waschhaus in der Ortsmitte steht seit 2008 als Monument historique auf der Liste der Baudenkmäler in Frankreich.
Das Waschhaus wurde nach Plänen des Architekten Jean-Baptiste Colard errichtet, um ein Waschhaus aus dem Jahr 1823 zu ersetzen. Das Gebäude aus Hausteinen wird an drei Seiten von dorischen Säulen gesäumt.